# سو كو
سو كو (بالإنجليزية: Sue Coe)‏ هي رسامة بريطانية، ولدت في 28 نوفمبر 1951 في Tamworth, Staffordshire ‏ في المملكة المتحدة.

## وصلات خارجية
- سو كو على موقع IMDb (الإنجليزية)
- سو كو على موقع ميوزك برينز (الإنجليزية)
- سو كو على موقع ديسكوغز (الإنجليزية)